# Richie Sambora
Richie Sambora, właściwie Richard Stephen Sambora (ur. 11 lipca 1959 w Perth Amboy, w stanie New Jersey, USA) – amerykański gitarzysta, wokalista, kompozytor, autor tekstów, producent nagrań. Najbardziej znany jako muzyk zespołu Bon Jovi.
W całej swojej dotychczasowej karierze zagrał kilkanaście ogólnoświatowych tournée. Jako jeden z założycieli rockowej grupy z New Jersey, Bon Jovi, zgromadził na swoim koncie ponad siedemdziesiąt złotych i platynowych płyt. Sambora wydał trzy solowe albumy – Stranger in This Town (1991), Undiscovered Soul (1998) oraz Aftermath Of The Lowdown (2012). Na albumie Stranger in This Town znalazło się dziesięć utworów napisanych, wyprodukowanych, zaaranżowanych i zaśpiewanych przez Richiego. Sambora, pełen podziwu dla muzycznego geniuszu Erica Claptona, napisał jeden z najlepszych swoich utworów, „Mr. Bluesman”, który stał się singlem z albumu Stranger in This Town. Richie współpracował z Desmondem Childem i nagrał tytułowy utwór „Guitar Man” na album Les Paul, co było wielkim wyróżnieniem dla gitarzysty. Stworzył też wiele soundtracków, np. tematy „Ford Fairlane”, „Days of Thunder” czy „Red Shoe Diaries” Zalmana Kinga. Wystąpił oraz brał udział w nagrywaniu soundtracku do produkcji Miramaxu „On the Line”. Jest wszechstronnym muzykiem. Często sięga po gitary akustyczne i przeróżne ich odmiany (np. ukulele, banjo, mandolina itd). Opanował również grę na takich instrumentach jak: fortepian, akordeon, perkusja, flet, gitara basowa, saksofon.
W 2004 roku muzyk został sklasyfikowany na 58. miejscu listy 100 najlepszych gitarzystów heavymetalowych wszech czasów według magazynu Guitar World.

## Życiorys
Richie Sambora urodził się w 1959 roku. Dorastał w miejscowości Woodbridge, wiele czasu spędzając w domu swoich dziadków, którzy byli Polakami.
Sambora rozpoczął grę na gitarze mając dwanaście lat, a trzy lata później grał w pierwszym zespole. Jako fan wszelkiego brzmienia, Sambora wymienia The Beatles, Erica Claptona, Johnny’ego Wintera, Led Zeppelin oraz „całą masę bluesowego grania” jako swoje muzyczne inspiracje i źródło natchnienia. Swoje pierwsze kroki w świecie muzyki stawiał w zespołach The Message, Richie Sambora and Friends, The Next oraz Duke Williams and the Extremes. Pierwszym naprawdę profesjonalnym zespołem w karierze Richiego był The Mercy, z którym wyruszył w prawdziwą trasę koncertową. Zyskał światową sławę jako gitarzysta legendarnej grupy Bon Jovi, jednym z najważniejszych występów był występ Richiego wraz z Jonem Bon Jovi na MTV Video Music Awards, gdzie wystąpili z dwiema akustycznymi gitarami, grając bez prądu. W ten sposób zapoczątkowali oni serię koncertów „Unplugged”.
Muzyk ma własną wytwórnię płytową Mutiny Records, twierdząc przy tym, że muzyką nie zajmuje się dla pieniędzy (których zarobił bardzo wiele), lecz z miłości do niej. Każdego dnia gra na gitarze, ma zdanie o każdym muzyku będącym obecnie na topie. Nie ograniczając się do własnej twórczości, zajmuje się promowaniem młodych talentów, a jego wytwórnia wydaje płyty artystów reprezentujących niemal każdy styl muzyczny.
Podczas swojej kariery zgromadził imponującą kolekcję gitar. Liczy ona ponad 200 egzemplarzy. Duża część znajduje się też w prywatnych kolekcjach.
W 2013 roku muzyk opuścił grupę Bon Jovi z przyczyn osobistych. Zastąpił go Phil X. Po odejściu z zespołu utworzył duet RSO wraz z Orianthi. Po wydaniu dwóch mini-albumów EP, para wydała swój debiutancki album Radio Free America w maju 2018 roku. W tym samym roku Sambora został wprowadzony do Rock and Roll Hall of Fame jako członek Bon Jovi  i ponownie spotkał się ze swoimi byłymi kolegami z zespołu w trakcie występu podczas ceremonii wprowadzenia. 

## Życie prywatne
17 grudnia 1994 poślubił amerykańską aktorkę - Heather Locklear. W lutym 2006 roku Locklear wniosła pozew o rozwód, który został sfinalizowany w 2007 roku. Z tego związku ma córkę Avę Elizabeth (ur. 4 października 1997). W latach 2014–2018 był związany z australijską gitarzystką oraz wokalistką Orianthi.

## Instrumentarium
| Gitary - ESP Richie Sambora SA-2 guitar - Fender Telecaster doubleneck guitar - Zemaitis Guitars - Gibson Les Paul Standard sunburst - Gibson Les Paul goldtop - Gibson ES-335 - '51 Fender Telecaster - Fender Custom Shop Eric Clapton Stratocaster - Fender „NoCaster” - Fender Telecaster Thinline Custom - Charvel Stratocaster - Ovation acoustics - Gretsch guitars - Taylor RSSM Sambora model acoustic - Taylor doubleneck acoustic - Martin Sambora 6 and 12 strings - Martin 000-42 - Guild F-50 12-string |  | Wzmacniacze i kolumny głośnikowe - Marshall JCM2000 DSL series amps - Marshall JCM800 2203 heads - Marshall 4x12" speaker cabinets - Fender ToneMaster amps - Fender ToneMaster 4x12" speaker cabinets - Fender Bassman 4x10" combo - Fender SuperTwin (pictured below is a regular Twin) - Vox AC30 - VHT Pitbull - Mesa Boogie Dual Rectifier - Hughes & Kettner amp - Diezel Herbert amps - Divided by 13 amplification (they make custom amps) - Matchless amps - Bogner Ecstasy - Custom made 4x12 cabinets |  | Efekty gitarowe - MIDI floor controller - Boss SD-1 Super Overdrive - Talk Box - Fulltone Choral Flange - Dunlop Crybaby - Vox wah pedal - A/B switcher - Dunlop Rack-Wah - T.C. Electronics 1210 Spatial Expander/Stereo-Chorus Flanger - Eventide H-3000 Harmonizer - MXR Dynacomp Mikrofony - Shure SM-57 Microphones Struny i kostki gitarowe - GHS Strings - D’Andrea 351.71mm Black Celluloid picks |

## Dyskografia

### Albumy solowe
- Stranger In This Town – 1991
- Undiscovered Soul – 1998
- Aftermath Of The Lowdown – 2012

### Inne
- RSO – Radio Free America – 2018

## Filmografia
- "Przystanek miłość" (jako Mick Silver, 2001, film fabularny, reżyseria: Eric Bross)[8]
- "Life on the Road with Mr. and Mrs. Brown" (jako on sam, 2009, film dokumentalny, reżyseria: Camille Solari, Sheila Lussier)[9]